# آرتور ریسکو
آرتور ریسکو (انگلیسی: Arthur Riscoe؛ ‏ ۱۸ نوامبر ۱۸۹۵ – ۶ اوت ۱۹۵۴) بازیگر اهل بریتانیا بود.
از فیلم‌هایی که وی در آن‌ها نقش داشته‌است، می‌توان به خیال مرا از سر بیرون کن اشاره نمود.